# Пушкарка (Самарська область)
Пушкарка (рос. Пушкарка) — село в Алексєєвському районі Самарської області Російської Федерації.
Населення становить 30 осіб. Входить до складу муніципального утворення сільське поселення Летниково.

## Історія
Від 2005 року входило до складу муніципального утворення сільське поселення Летниково.

## Населення
| 1986 | 2002 | 2010 | 2014 | 2015 |
| ---- | ---- | ---- | ---- | ---- |
| 33   | ↘27  | ↗31  | ↗34  | ↘30  |